# 41e armée (Russie)
Pour l’article homonyme, voir 41e armée (Japon).
La 41e armée est une grande unité soviétique qui combat sur le front de l'Est de la Seconde Guerre mondiale, de 1942 à 1943.
En 1998, la 41e armée combinée du Drapeau rouge (en russe 41-я общевойсковая Краснознамённая армия ; en abrégé 41 ОА) est recréée au sein de l'Armée de terre russe, affectée au sud de la Sibérie avec son état-major à Novossibirsk. Elle fait actuellement partie du district militaire central.

## Seconde Guerre mondiale
La 41e armée est créée en mai 1942, à partir des groupes opérationnels de Nikolaï Berzarine et German Tarassov. Sa structure comprend également les 134e, 135e, 179e et 234e divisions de fusiliers, la 17e division de fusiliers de la Garde, la 21e brigade de chars, deux bataillons de mortiers de la Garde et plusieurs autres éléments.
La 41e armée soviétique est dissoute le 9 avril 1943.

## Armée russe
Elle est reformée le 1er décembre 1998 à partir de l'ancien quartier-général du district militaire sibérien à Novossibirsk. 
Le 1er septembre 2010, l'armée est transférée au district militaire central après la dissolution du district militaire sibérien. Si la partie occidentale du district, les régions de la Volga et de l'Oural, sont protégées par la 2e armée de la Garde autour de Samara, la Sibérie occidentale l'est par la 41e armée.

### Composition
En 2018, la composition de la 41e armée était la suivante :
- 35e brigade de commandement Tallinnskaïa, à Kotcheniovo dans l'oblast de Novossibirsk ;
- 179e brigade de commandement, à Iekaterinbourg dans l'oblast de Sverdlovsk ;
- 90e division de chars de la Garde Vitebsko-Novgorodskaïa, à Tchebarkoul dans l'oblast de Tcheliabinsk :
  - 239e régiment de chars des cosaques d'Orenbourg, à Tchebarkoul ;
  - 6e régiment de chars Lvovski, à Tchebarkoul ;
  - 80e régiment de chars de la Garde, à Tchebarkoul ;
  - 228e régiment de fusiliers motorisés Leningradsko-Pavlovski, à Iekaterinbourg ;
  - 400e régiment d'artillerie automotrice Transilvanski, à Tchebarkoul ;
  - 35e brigade de transmissions Tallinnskaïa, à Kotcheniovo dans l'oblast de Novossibirsk ;
- 35e brigade de fusiliers motorisés (120 BMP-2, 41 T-72B, 11 BTR-80, 4 BRDM-2, 36 2S3 Akatsiya, 18 2B26 Grad-K, 12 2S12 Sani, 12 MT-12 Rapira, 12 9P149 Shturm-S, 1 9K37 Buk-M1, 6 9K34/35 Strela-10, 6 2S6M Toungouska et 27 9K38 Igla)[3], à Aleïsk dans le kraï de l'Altaï ;
- 55e brigade de fusiliers motorisés de montagne (30 Ural Typhoon et 12 Tor-M2U), Kyzyl en république de Touva ;
- 74e brigade de fusiliers motorisés de la Garde (120 BMP-2, 41 T-72B, 36 BTR-80, 4 BRDM-2, 36 2S3 Akatsiya, 18 2B26 Grad-K, 12 2S12 Sani, 12 MT-12 Rapira, 12 9P149 Shturm-S, 12 9A33 Osa, 6 9K34/35 Strela-10, 6 2S6M Tunguska et 27 9K38 Igla), Iourga dans l'oblast de Kemerovo ;
- 201e base militaire de la Garde Gatchinskaïa, à Douchanbé au Tadjikistan :
  - 149e régiment de fusiliers motorisés de la Garde (120 BMP-2, 9 T-72B1, 12 2S12 Sani, 18 2S3M Akatsiya, 4 9K34/35 Strela-10 et 4 ZU-23-2), à Kouliab ;
  - 92e régiment de fusiliers motorisés Sestroretski (120 BMP-2, 9 T-72B1, 12 2S12 Sani, 18 2S3M Akatsiya, 4 9K34/35 Strela-10 et 4 ZU-23-2), à Douchanbé ;
  - 191e régiment de fusiliers motorisés (120 BMP-2, 9 T-72B1, 12 2S12 Sani, 18 2S3M Akatsiya, 4 9K34/35 Strela-10 et 4 ZU-23-2), à Kourgan-Tioube ;
- 119e brigade de missiles (12 OTR-21 Totchka), à Elanskiy dans l'oblast de Sverdlovsk ;
- 120e brigade d'artillerie de la Garde (8 BM-27 Ouragan, 18 2S65 Msta-B, 12 MT-12 Rapira et 18 9K123 Khrizantema-S), à Iourga dans l'oblast de Kemerovo ;
- 61e brigade de missiles antiaériens (36 9K37-M1 Buk-M1), à Biïsk dans le krai de l'Altaï ;
- 10e régiment de défense NBC (3 TOS-1 Buratino, 18 BMO-T pour RPO-A Chmel, véhicules de reconnaissance chimique, véhicules de décontamination et générateurs de fumée), à Topchikha (ru) dans le krai de l'Altaï ;
- 29e régiment de défense NBC (9 TOS-1 Buratino, 18 BMO-T avec RPO-A Chmel, véhicules de reconnaissance chimique, véhicules de décontamination et générateurs de fumée), à Iekaterinbourg ;
- 106e brigade de soutien logistique, à Iourga dans l'oblast de Kemerovo[4].

### Commandants
- Major-général Alexandre Viktorovitch Galkine, janvier 2006 - avril 2008 ;
- major-général Sergueï Iourievitch Istrakov, mai 2008 - juin 2009 ;
- lieutenant-général Vassili Petrovitch Tonkochkourov, juin 2009 - octobre 2013 ;
- major-général Hasan Bekovitch Kaloïev, octobre 2013 - janvier 2016 ;
- major-général Alexeï Vladimirovitch Zavizion, janvier 2016 - novembre 2018 ;
- major-général Iakov Vladimirovitch Rezantsev, novembre 2018 - août 2020 ;
- major-général Sergueï Borissovitch Ryjkov, d'août 2020 – 2022 ;
- Vitali Guerassimov, septembre 2020 - mai 2022[5] ;
- Alexendre Kravtsov, mai 2022, en cours.

## Invasion de l'Ukraine par la Russie
L'unité est engagée lors de l'invasion de l'Ukraine à partir de février 2022.
Dans le contexte de la crise russo-ukrainienne de 2021-2022, des éléments majeurs de la 41e armée sont déployés à l'ouest pour renforcer des unités dans les districts militaires Ouest et Sud, frontaliers de l'Ukraine. Ces unités incluraient des éléments des 35e, 55e de montagne et 74e brigade de fusiliers motorisés de la Garde, ainsi que des éléments de la 120e brigade d'artillerie, de la 119e brigade de missiles et du 6e régiment de chars de la 90e division de chars. Au total, quelque 700 chars de combat, véhicules de combats d'infanterie et obusiers automoteurs, ainsi que des lanceurs de missiles balistiques Iskander auraient été positionnés vers l'ouest.
Aux premières heures de l'invasion, le 24 février 2022, des éléments de la 41e armée sont engagés dans l'attaque contre l'Ukraine, entrant depuis la zone de la frontière tripartite (Russie, Ukraine et Biélorussie) et se dirigeant vers Kyïv. Le major-général Andreï Soukhovetski, chef adjoint de la 41e armée, est tué lors de combats le 28 février 2022.
Pendant les premières semaines de guerre, la 41e armée combinée, regroupant environ dix groupes tactiques de bataillon (BTG), assiège Tchernihiv, Mena et Chostka (par l'ouest de cette ville). À la mi-mars, les BTG des 35e et 74e brigades sont toujours bloqués autour de ces trois villes, tandis que celles de la 90e division sont positionnés au nord-est de Kyiv, à Kozelets et Bobrovytsia. À la fin mars, la 74e brigade est encore à l'ouest de Tchernihiv, la 35e au nord-ouest et la 55e au nord de cette ville ; la 90e division est plus au sud, face à Brovary. Le repli se fait entre le 1er et le 3 avril, les trois brigades retournant en territoire biélorusse, tandis que la 90e division va vers l'est, par Prylouky et Romny, passant en périphérie de Konotop.
Début avril, les forces russes sont retirées du nord de l'Ukraine et de Biélorussie pour être redéployées plus à l'est. Au 12 avril, l'état-major de la 41e armée est à Valouïki (en territoire russe, dans l'oblast de Belgorod), tandis que les autres unités, aux pertes trop élevées pour rester opérationnelles, sont probablement envoyées se faire recompléter.